# Condaghe di Barisone II

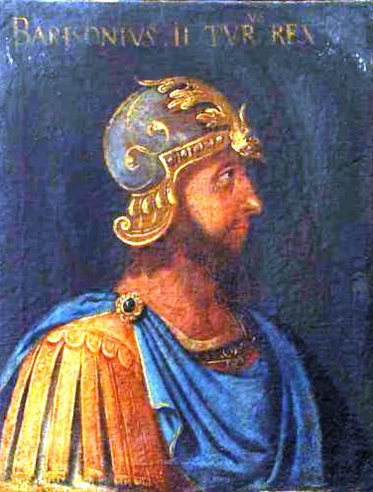
Ritratto di Barisone II di Torres

Il Condaghe di Barisone II noto anche come il Condaghe di San Leonardo di Bosove  è conservato presso l’Archivio diocesano di Pisa, nel Fondo Diplomatico, tra i frammenti del XII secolo, è un manoscritto membranaceo che «si presenta come un quadernetto di mm. 127 x 178» 

## Il documento
Il Condaghe di Barisone II è composto di due documenti, pubblicati entrambi da Pasquale Tola.
Il primo, stilato nel 1175 dall'arcivescovo di Torres Alberto O.S.B., è l'atto di donazione all’Ospedale di San Leonardo di Stagno presso Livorno della Chiesa di San Giorgio di Oleastreto con le sue pertinenze: «cum terris, vineis, silvis, servi set ancili, bobus, equi set iumentis, porcis, ovibus et capris omnibusque pertinentiis suis».
Il secondo, datato 1177, compilato da Barisone II di Torres, sua moglie Preziosa de Orrù e suo figlio Costantino, consiste in una donazione subordinata all’adempimento di una richiesta del giudice che i proventi di questa donazione fossero destinati all’allestimento, all’organizzazione e al funzionamento di un lebbrosario, riservato a «miserabilibus personis qui sontico morbo laborant scilicet leprosis».
L'ospedale, affiliato a quello di san Leonardo di Stagno, doveva sorgere nella località che corrisponde all'odierno quartiere di Latte Dolce, nella parte settentrionale di Sassari, nei pressi della chiesa di San Leonardo di Bosove ora intitolata alla Madonna del Latte Dolce.

### Il testo
- Condaghe di Barisone II - Trascrizione